# Philonotis subsimplex
Philonotis subsimplex là một loài rêu trong họ Bartramiaceae. Loài này được Broth. & Paris mô tả khoa học đầu tiên năm 1911.